# شکار خاموش
شکار خاموش فیلمی به کارگردانی و نویسندگی کیومرث پوراحمد و تهیه‌کنندگی ناصر مجدبیگدلی و فؤاد نور محصول سال ۱۳۶۸ است.
این فیلم در ۱۹ دی ۱۳۶۹ در سینماهای ایران اکران شده است.

## خلاصه فیلم
این فیلم داستان یک شکاربان همراه پسر نوجوانش است که با مالک و سرمایه‌دار بزرگ منطقه درگیر می‌شود، در این بین معلم مدرسه و رئیس پلیس منطقه هم درگیر ماجرا می‌شوند و هر یک چون از دیگری دلخوشی ندارد، برخوردها و درگیریهایشان در فیلم داستان‌هایی را رقم می‌زند.